# جوناثان مور (لاعب كرة سلة)
جوناثان مور (بالألمانية: Jonathan Moore)‏ (و. 1982  م) هو لاعب كرة سلة ألماني، ولد في نورنبرغ.

## روابط خارجية
- جوناثان مور على موقع كرة السلة الأوروبية.كوم (الإنجليزية)
- جوناثان مور على موقع كلية كرة السلة في سبورتس رفرنس.كوم (الإنجليزية)
- جوناثان مور على موقع ريلجم (الإنجليزية)
- جوناثان مور على موقع سبورتس رفرنس (الإنجليزية)